# Кутан (вещество)
Кута́н — компонент кутикулы некоторых высших растений (Embryophyta). Биополимер на основе алифатических углеводородов. В отличие других компонентов кутикулы — кутина и восков — устойчив к щелочному гидролизу (омылению). Среди современных растений выявлен у ксерофитов, преимущественно у покрытосеменных-суккулентов, осуществляющих CAM-фотосинтез, однако также обнаружен в кутикуле голосеменного — ногоплодника.

## История изучения
Кутан был впервые описан в 1986 году методами ядерного магнитного резонанса в качестве неомыляемого компонента растительной кутикулы современных и ископаемых растений. Из-за высокой устойчивости его химическая природа некоторое время оставалась предметом дискуссии. В разное время появлялись сообщения об обнаружении в его составе полисахаридных и ароматических компонентов, которые, по-видимому, были связаны с некачественной очисткой материала.

## Палеонтология
Кутаны (в виде алифатического сигнала) в значительном количестве выявляются в некоторых ископаемых остатках листьев, а также в континентальных осадочных породах растительного происхождения, таких как каменный уголь. По-видимому, они более устойчивы к деградации при фоссилизации, нежели прочие компоненты кутикулы. Высказана гипотеза о том, что по обилию кутанов можно судить об адаптации вымерших растений к засушливым условиям, а возможно, и о наличии у них CAM-фотосинтеза.